# Dan, un tip norocos
Dan in Real Life este un film american lansat în data de 26 octombrie 2007 regizat de Peter Hedges, în rolul principal fiind Steve Carell.